# Njebi-Sprachen
Die Njebi-Sprachen sind eine Sprachgruppe innerhalb der Guthrie-Zone B der Bantusprachen. Sie wird als Zone B50 klassifiziert und enthält vier Einzelsprachen, die insgesamt von circa 177.500 Menschen in Gabun und der Republik Kongo gesprochen werden. 
Die einzelnen Sprachen sind:
- Duma, ca. 9800 Sprecher in Gabun
- Njebi, ca. 135.000 Sprecher in Gabun und der Republik Kongo
- Tsaangi, ca. 22.200 Sprecher in der Republik Kongo und Gabun
- Wandji, ca. 10.500 Sprecher in Gabun und der Republik Kongo